# ルミナックス
ルミナックスは、日本のAV監督。

## 参考
- AVOPEN表彰式レポ♪
- 7/12★AVOPEN2016開会式ʕ♡˙ᴥ˙♡ʔ
- 【画像多数】AV OPEN 2015 開会式レポート！松岡ちながケンドーコバヤシと母校の体育準備室で絡む！？